# Ян Янссон
Ян Янссон (швед. Jan Jansson, нар. 26 січня 1968, Кальмар) — шведський футболіст, що грав на позиції півзахисника.
Виступав, зокрема, за клуби «Кальмар» та «Норрчепінг», а також національну збірну Швеції.

## Клубна кар'єра
У дорослому футболі дебютував 1985 року виступами за команду «Кальмар», у якій провів два сезони, взявши участь у 44 матчах чемпіонату.  Більшість часу, проведеного у складі «Кальмара», був основним гравцем команди.
Своєю грою за цю команду привернув увагу представників тренерського штабу клубу «Естерс», до складу якого приєднався 1988 року. Відіграв за команду з Векше наступні чотири сезони своєї ігрової кар'єри. Граючи у складі «Естерса» також здебільшого виходив на поле в основному складі команди. У складі «Естерса» був одним з головних бомбардирів команди, маючи середню результативність на рівні 0,33 гола за гру першості.
У 1993 році уклав контракт з клубом «Норрчепінг», у складі якого провів наступні три роки своєї кар'єри гравця. Тренерським штабом нового клубу також розглядався як гравець «основи».
Згодом з 1996 по 1999 рік грав у складі команд «Порт Вейл», «Норрчепінг» та «Порт Вейл».
У 1999 році повернувся до клубу «Норрчепінг», за який відіграв 2 сезони.  Завершив професійну кар'єру футболіста виступами за команду «Норрчепінг» у 2001 році.

## Виступи за збірну
У 1991 році дебютував в офіційних матчах у складі національної збірної Швеції.
У складі збірної був учасником чемпіонату Європи 1992 року у Швеції.
Загалом протягом кар'єри в національній команді, яка тривала 4 роки, провів у її формі 7 матчів.